# Karel Poborský
Karel Poborský (fil), född 30 mars 1972 i Třeboň i dåvarande Tjeckoslovakien, är en tjeckisk f.d. fotbollsspelare och landslagsman.

## Karriär
Poborský både påbörjade och avslutade sin proffskarriär i Dynamo České. Han hann spela för storklubbar som engelska Manchester United och italienska Lazio innan han beslutade sig för att lägga skorna på hyllan efter matchen mot Slavia Prag 28 maj 2007.

### Landslaget
Poborský gjorde sin första landskamp mot Turkiet 23 februari 1994, vilket även var den första matchen någonsin för tjeckerna efter upplösningen av Tjeckoslovakien. Han spelade för Tjeckien i EM 1996, 2000, 2004 samt VM 2006 i Tyskland.

### Klubbkarriär
Poborskýs supportrar tyckte visserligen om honom, men i och med David Beckhams uppgång i truppen gick Poborský till Benfica istället. I Benfica gjorde han succé tillsammans med João Vieira Pinto. Under en ligamatch mot Maritimo tog Poborský emot bollen efter en hörna på Benficas planhalva och löpte med den hela vägen till den andra målburen och gjorde mål.

## Lobb-bollen
Poborský associeras ofta med hans insats under EM 1996 där han under kvartsfinalen mot Portugal lobbade bollen över Vítor Baía. Lobbmål blev något av hans kännetecken och kvartsfinalsmålet röstades fram till det bästa individuella målet i Carlsbergs "dagens mål"-omröstning på Euro2008.com. Ett annat känt lobbmål som Poborský lyckades med var mot Porto då han spelade för Benfica, vilket kvitterade matchen.

## Fotnoter
1. ↑  ”Poborský voted best solo strike”. Euro2008.com. 7 maj 2008. Arkiverad från originalet den 12 februari 2009. https://web.archive.org/web/20090212112317/http://www.euro2008.uefa.com/news/kind%3D1/newsid%3D692888.html. Läst 1 juni 2008.